# Joel Roca
Joel Roca Casals (Camprodon, 7 giugno 2005) è un calciatore spagnolo, attaccante del Girona.

## Carriera

### Club
Roca ha iniziato a giocare a calcio nella sua città natale, l'UE Campodron. È passato al settore giovanile del Barcellona nel 2016, e poi in quello del Girona nel 2019. Nel settembre 2021, all'età di 16 anni, ha debuttato con la squadra riserve di quest'ultima nella Tercera División RFEF. Il 3 giugno 2022 ha prolungato il contratto con il club allungandolo fino al 2026.
Ha fatto il suo debutto nella Liga il 26 agosto 2022, entrando come sostituto nel finale nella sconfitta per 1-0 contro il Celta Vigo.
Nell'estate del 2024 è stato ceduto in prestito al Mirandés, club della seconda divisione spagnola.

### Nazionale
Ha giocato nelle nazionali giovanili spagnole Under-17 ed Under-19.

## Statistiche

### Presenze e reti nei club
Statistiche aggiornate al 23 maggio 2023.
| Stagione        | Squadra         | Campionato      | Campionato | Campionato | Coppe nazionali | Coppe nazionali | Coppe nazionali | Coppe continentali | Coppe continentali | Coppe continentali | Altre coppe | Altre coppe | Altre coppe | Totale | Totale |
| Stagione        | Squadra         | Comp            | Pres       | Reti       | Comp            | Pres            | Reti            | Comp               | Pres               | Reti               | Comp        | Pres        | Reti        | Pres   | Reti   |
| --------------- | --------------- | --------------- | ---------- | ---------- | --------------- | --------------- | --------------- | ------------------ | ------------------ | ------------------ | ----------- | ----------- | ----------- | ------ | ------ |
| 2021-2022       | Girona B        | TDR             | 13         | 0          |                 | -               | -               | -                  | -                  | -                  | -           | -           | -           | 13     | 0      |
| 2022-2023       | Girona B        | TF              | 11         | 3          |                 | -               | -               | -                  | -                  | -                  | -           | -           | -           | 11     | 3      |
| 2022-2023       | Girona          | PD              | 5          | 0          | CR              | 0               | 0               | -                  | -                  | -                  | -           | -           | -           | 5      | 0      |
| Totale carriera | Totale carriera | Totale carriera | 29         | 3          |                 | 0               | 0               |                    | -                  | -                  |             | -           | -           | 29     | 3      |